# Let's Go to Bed
Let's Go to Bed — сингл британського рок-гурту The Cure.

## Список композицій

### UK 7"
1. «Let's Go to Bed» (3:35)
2. «Just One Kiss» (4:10)

### UK 12"
1. «Let's Go to Bed» (Extended Mix) (7:04)
2. «Just One Kiss» (Extended Mix) (7:02)

## Учасники запису
- Роберт Сміт — вокал, гітара, бас-гітара, клавішні
- Лол Толхерст — клавішні
- Стів Голдінг — ударні